# Tulisaaret (ö i Södra Savolax, S:t Michel, lat 61,46, long 27,28)
Tulisaaret är en ö i Finland. Den ligger i sjön Saimen och i kommunen Sankt Michel i den ekonomiska regionen  S:t Michel och landskapet Södra Savolax, i den södra delen av landet, 190 km nordost om huvudstaden Helsingfors. Öns area är 2,9 hektar och dess största längd är 270 meter i nord-sydlig riktning.  Notera att namnet antyder att det är fråga om flera öar.